# Etheostoma okaloosae
Etheostoma okaloosae és una espècie de peix de la família dels pèrcids i de l'ordre dels perciformes present a Florida (Estats Units).
Pot assolir els 5,3 cm de longitud màxima, tot i que la seua mida normal és de 4,3. En general, és de color marró vermellós a verd-groc (el ventre més clar) amb 5-8 fileres de taques de color marró al llarg de la superfície lateral del cos i una taca ben desenvolupada per sobre de la base de l'aleta pectoral. Els mascles reproductors tenen una franja de color taronja brillant en les vores de la primera aleta dorsal.
És d'aigua dolça, bentopelàgic i de clima subtropical (31°N-30°N). Acostuma a viure als marges dels rierols d'aigües netes i corrent fluid entre vegetació, arrels i material en descomposició.
Els ous són dipositats enganxats al substrat i abandonats sense protecció.
És inofensiu per als humans.